# Cyathea cunninghamii
Cyathea cunninghamii är en ormbunkeart som beskrevs av J. D. Hook. Cyathea cunninghamii ingår i släktet Cyathea och familjen Cyatheaceae. Inga underarter finns listade.